# Alfred Poell (Sänger)
Alfred Poell (* 18. März 1900 in Linz, Oberösterreich; † 30. Jänner 1968 in Wien) war ein österreichischer HNO-Arzt, der als Opern- und Liedsänger im Fach Bariton bekannt wurde.

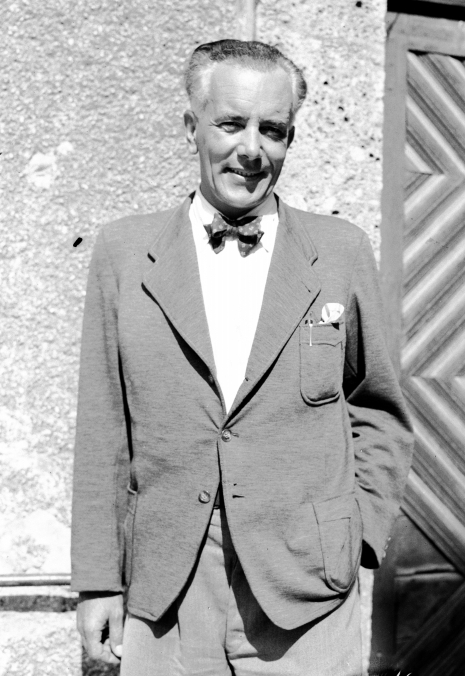
Alexander Poell in Salzburg (August 1947)

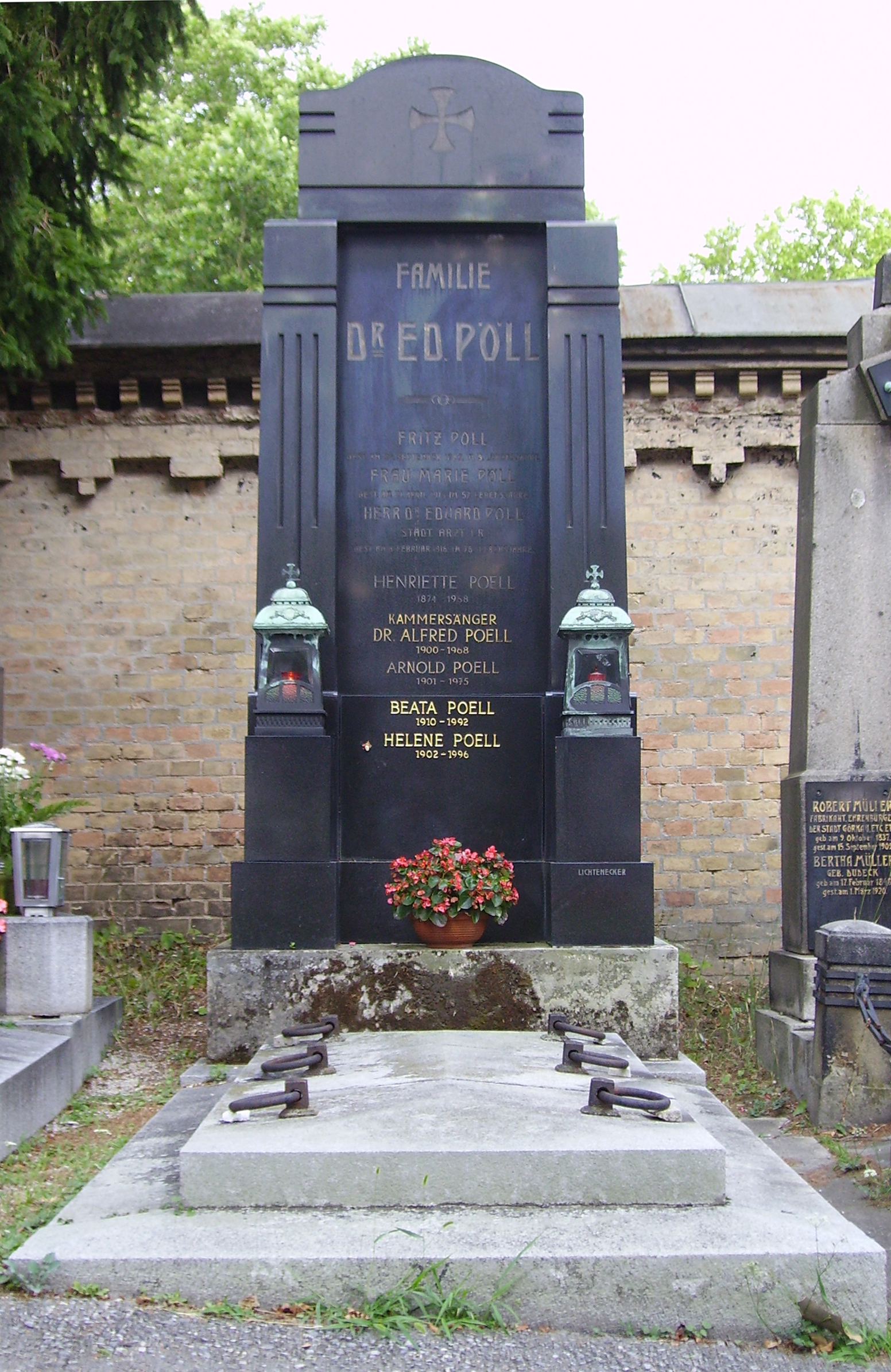
Grab am Hernalser Friedhof

## Leben
Poell war Sohn des gleichnamigen Frauenarztes und Malers Alfred Poell. Er studierte wie sein Vater an der Universität Innsbruck Medizin und wurde 1920 im väterlichen Corps Gothia Innsbruck aktiv. Er wechselte an die Universität Wien und wurde 1921 auch im befreundeten Corps Alemannia Wien recipiert. Er wurde zum Dr. med. promoviert, wandte sich aber dem Gesang zu. Er studierte in Wien bei Filip Forstén (1852–1922) an der Wiener Musikakademie und bei Josef von Manowarda. Sein Debüt als professioneller Opernsänger hatte er 1929 an der Düsseldorfer Oper, an der er zehn Jahre lang tätig war. 1940 ging er an die Wiener Staatsoper, an der er bis zum Ende seiner Karriere blieb. International bekannt wurde er durch seine Auftritte am Teatro alla Scala di Milano, am Royal Opera House, an der Pariser Oper, bei den Salzburger Festspielen und an der Glyndebourne Festival Opera, insbesondere in Partien von Wolfgang Amadeus Mozart. Meilensteine waren die Auftritte in Don Giovanni (1950), The Rape of Lucretia (1950), Idomeneo und Le nozze di Figaro (1952), Der Freischütz (1954), Ariadne auf Naxos (1954) und Der Rosenkavalier (1960). Daneben war er auch als Liedsänger tätig. Er ist auf dem Hernalser Friedhof (Gruppe 13, Nummer 27) beerdigt.

## Ehrungen
- Kammersänger (1950)
- Ehrenring der Wiener Staatsoper
- Österreichisches Ehrenkreuz für Wissenschaft und Kunst 1. Klasse (1965)

## Tondokumente
- Johann Sebastian Bach: h-Moll-Messe, mit Emmy Loose, Hilde Ceska, Gertrud Burgsthaler-Schuster, Anton Dermota, Alfred Poell, Wiener Akademie-Kammerchor, Wiener Symphoniker, Dirigent: Hermann Scherchen, Wien 1950
- Johann Sebastian Bach: h-Moll-Messe, mit Elisabeth Schwarzkopf, Kathleen Ferrier, Walther Ludwig, Alfred Poell, Paul Schoeffler, Wiener Singverein, Wiener Symphoniker, Dirigent: Herbert von Karajan, Wien 1950
- Richard Wagner: Die Meistersinger von Nürnberg, mit Paul Schoeffler (Sachs), Otto Edelmann (Pogner), Alfred Poell (Kothner), Karl Dönch (Beckmesser), Anton Dermota (David), Hilde Güden (Eva), Else Schürhoff (Magdalene), Günther Treptow (Stolzing), Chor der Wiener Staatsoper, Wiener Philharmoniker, Dirigent: Hans Knappertsbusch, Wien 1950/1951
- Carl Maria von Weber: Der Freischütz, mit Hans Hopf (Max), Maud Cunitz (Agathe), Emmy Loose (Ännchen), Marjan Rus (Kaspar), Otto Edelmann (Eremit), Alfred Poell (Ottokar), Chor der Wiener Staatsoper, Wiener Philharmoniker, Dirigent: Otto Ackermann, Wien 1951
- Richard Strauss: Der Rosenkavalier, mit Maria Reining (Marschallin), Sena Jurinac (Octavian), Hilde Güden (Sophie), Alfred Poell (Herr von Faninal), Ludwig Weber (Ochs auf Lerchenau), Anton Dermota (italienischer Tenor), Chor der Wiener Staatsoper, Wiener Philharmoniker, Dirigent: Erich Kleiber, Wien 1954
- Carl Maria von Weber: Der Freischütz, mit Hans Hopf (Max), Elisabeth Grümmer (Agathe), Rita Streich (Ännchen), Kurt Böhme (Kaspar), Otto Edelmann (Eremit), Alfred Poell (Ottokar), Chor der Wiener Staatsoper, Wiener Philharmoniker, Dirigent: Wilhelm Furtwängler, Salzburger Festspiele 1954
- Carl Maria von Weber: Der Freischütz, mit Hans Hopf (Max), Elisabeth Grümmer (Agathe), Rita Streich (Ännchen), Max Proebstl (Kaspar), Kurt Böhme (Eremit), Alfred Poell (Ottokar), Kölner Rundfunksinfonieorchester, Dirigent: Erich Kleiber, Köln 1955
- Wolfgang Amadeus Mozart: Le Nozze di Figaro, mit Cesare Siepi (Figaro), Hilde Güden (Susanna), Lisa della Casa (Contessa), Alfred Poell (Conte d’Almaviva), Suzanne Danco (Cherubino), Fernando Corena (Bartolo), Hilde Rössel-Majdan (Marzellina), Chor der Wiener Staatsoper, Wiener Philharmoniker, Dirigent: Erich Kleiber, Wien 1955

## Filmografie
- Fidelio (1956)